# 黄柳野
黄柳野（つげの）は、愛知県新城市の大字。

## 地理
旧鳳来町南部に位置する。

### 山
- 富幕山

### 河川
- 黄柳川[6]

## 歴史

### 地名の由来
黄柳村および多利野村の合併による合成地名。黄柳村については、延喜年間に伊勢神宮へツゲが奉納されるなど、ツゲの自生地であったことに由来するという。また、多利野村については、慶長年間頃に「多離村」と記録されており、遠く離れた集落の意であるという。

### 沿革
- 江戸時代 - 黄柳村および多利野村は、三河国八名郡内の江戸幕府領地として所在[7][8]。
- 1878年（明治11年） - 黄柳村および多利野村の合併に伴い、黄柳野村が成立[7][8]。
- 1889年（明治22年） - 合併に伴い、山吉田村大字黄柳野となる[7]。
- 1956年（昭和31年）9月30日 - 合併に伴い、鳳来町黄柳野となる（地番の大字呼称を削除）。
- 1995年（平成7年）- 黄柳野高等学校開校。
- 2005年（平成17年）10月1日 - 合併に伴い、新城市黄柳野となる[9]。

## 世帯数と人口
2015年（平成27年）10月1日現在の世帯数と人口は以下の通りである。
| 大字   | 世帯数 | 人口  |
| ------ | ------ | ----- |
| 黄柳野 | 76世帯 | 335人 |

### 人口の変遷
国勢調査による人口の推移
| 2005年（平成17年） | 528人 |  |
| 2010年（平成22年） | 421人 |  |
| 2015年（平成27年） | 335人 |  |

## 学区
市立小・中学校に通う場合、学区は以下の通りとなる。また、愛知県立高等学校全日制普通科に通う場合の学区は以下の通りとなる。
| 番・番地等 | 小学校               | 中学校             | 高等学校 |
| ---------- | -------------------- | ------------------ | -------- |
| 全域       | 新城市立黄柳川小学校 | 新城市立鳳来中学校 | 三河学区 |

## 交通

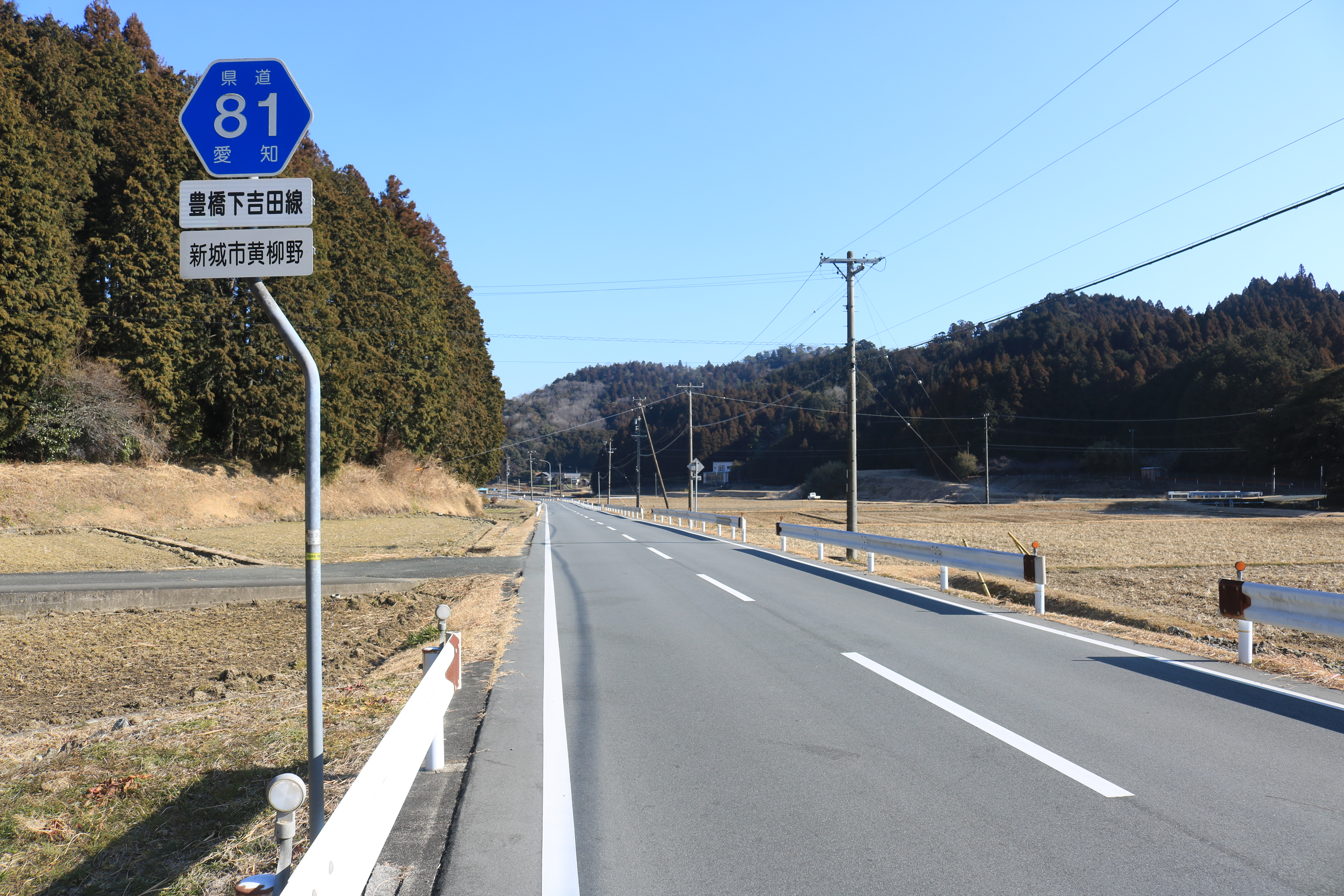
愛知県道81号豊橋下吉田線、新城市黄柳野にて

- 愛知県道81号豊橋下吉田線[6]
- 愛知県道392号新城引佐線[6]、陣座峠（静岡県との県境）

## 施設
- 六所神社[6]北緯34度51分50.1秒 東経137度34分40.1秒 / 北緯34.863917度 東経137.577806度
- 麻木神社[6]北緯34度52分38.3秒 東経137度35分22秒 / 北緯34.877306度 東経137.58944度
- 新城市立黄柳野小学校[6]（廃校）北緯34度52分28.8秒 東経137度34分45.5秒 / 北緯34.874667度 東経137.579306度
- 黄柳野ツゲ自生地（ツゲの北限として国天然記念物）[6]北緯34度51分32.5秒 東経137度34分35.8秒 / 北緯34.859028度 東経137.576611度
- 黄柳野高等学校北緯34度52分35.7秒 東経137度35分5.2秒 / 北緯34.876583度 東経137.584778度

## その他

### 日本郵便
- 郵便番号 : 441-1623[3]（集配局：長篠郵便局[14]）。